# Aérodrome de Butare
L'aéroport de Butare est un aéroport (code IATA : BTQ • code OACI : HRYI) situé à Butare, la principale ville du sud du Rwanda.

## Situation
| \| 50 km1:5 340 000 \| Kigali Kamembe Bugesera Butare Gisenyi Nemba Ruhengeri |
| 50 km1:5 340 000                                                              |

## Source
- (en) Cet article est partiellement ou en totalité issu de l’article de Wikipédia en anglais intitulé « Butare Airport » (voir la liste des auteurs).